# مریدا
مِریدا (در اسپانیایی: Mérida) مرکز ناحیه خودگردان اکسترمادورا در کشور اسپانیا است. شهر مریدا در استان باداخوس واقع شده و در سال ۲۰۰۲ میلادی ۵۰٬۷۰۰ نفر جمعیت داشت.
شهر مریدا در سال ۲۵ میلادی با نام امِریتا آگوستا بنا به فرمان سزار آگوستوس بنا شد. بنای این شهر برای پاسبانی از یک گردنه و پل بر روی رودخانه گوادیانا بود.